# Eleoniscus helenae
Eleoniscus helenae là một loài chân đều trong họ Armadillidiidae. Loài này được Racovitza miêu tả khoa học năm 1907.